# Lech Słowiński

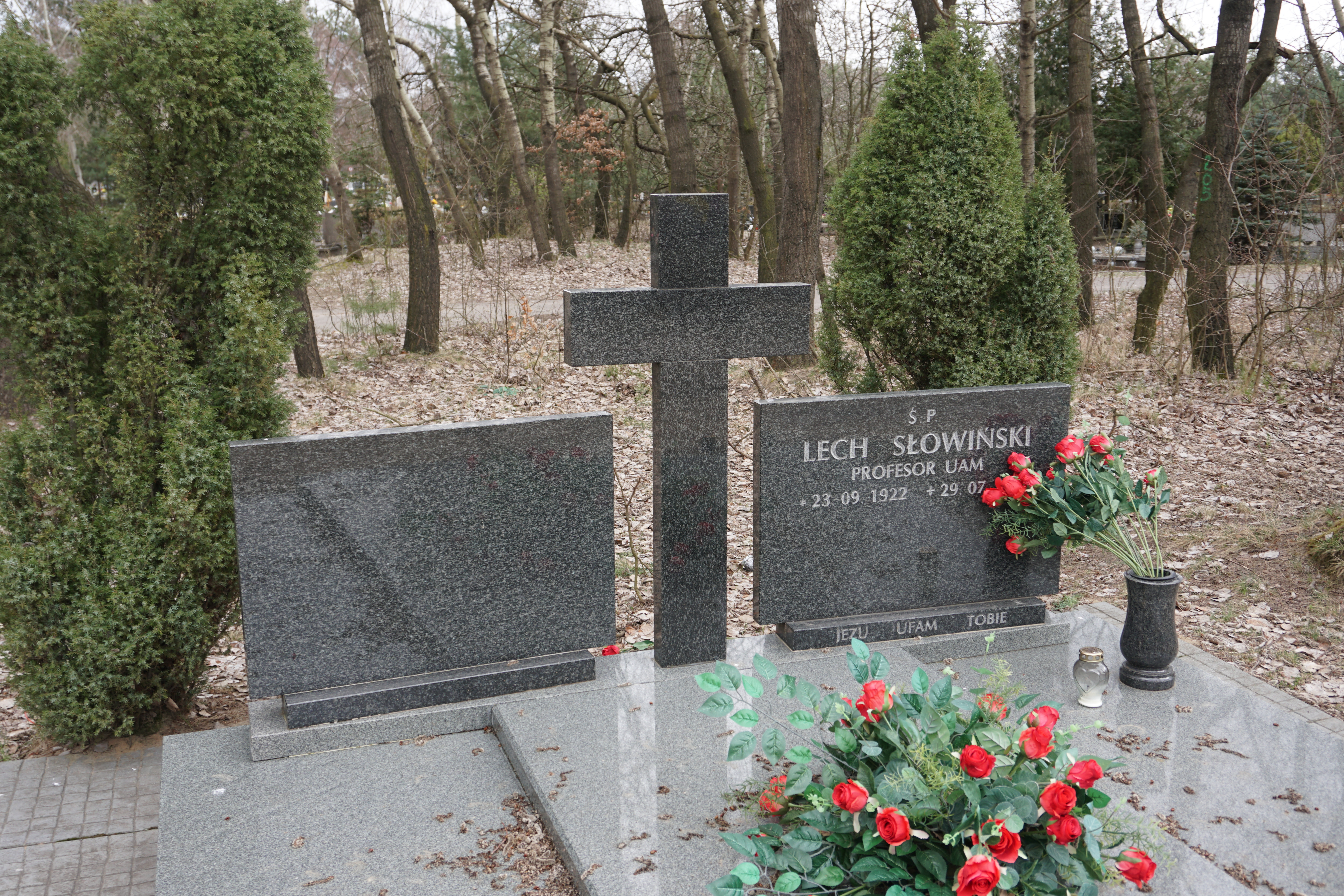
Grób prof. Lecha Słowińskiego na cmentarzu Miłostowo w Poznaniu

Lech Kazimierz Słowiński (ur. 23 września 1922 w Zagórowie, zm. 29 lipca 2005 w Poznaniu) – profesor filologii polskiej na Uniwersytecie im. Adama Mickiewicza w Poznaniu.

## Życiorys
Zajmował się dydaktyką literatury polskiej. Opublikował m.in. książki o nauczaniu języka polskiego w różnych okresach historii Polski.
Wybrane publikacje:
- Nauka literatury polskiej w szkole średniej w latach 1795-1914, 1976
- Nauka języka polskiego w szkołach Rzeczypospolitej przedrozbiorowej, 1978
- Dla tej, co nie zginęła. Z dziejów edukacji narodowej na ziemiach polskich w latach 1795-1830, 1985
- Z myślą o Niepodległej. Z dziejów edukacji narodowej okresu postyczniowego, 1993

W roku 1993 otrzymał Krzyż Oficerski Orderu Odrodzenia Polski.
Został pochowany na cmentarzu Miłostowo w Poznaniu (pole 40, kwatera 5). 

## Życie prywatne
Żona Melania z d. Michalska (ur. 1925) była nauczycielką w Szkole Podstawowej nr. 77 w Poznaniu, syn Krzysztof (ur. 1950) został chirurgiem, profesorem Uniwersytetu Medycznego w Poznaniu, syn Roman (ur. 1952) – profesorem informatyki na Politechnice Poznańskiej i członkiem Polskiej Akademii Nauk, córka Iwona Krysińska (ur. 1957) – jest magistrem farmacji.